# Jacques Derrida
Jacques Derrida (født 15. juli 1930 i El Biar, fransk Algeriet, død 9. oktober 2004 i Paris) var en algeriskfødt fransk filosof og hovedkraften bag udviklingen af den såkaldte dekonstruktion.
Derrida ville nok have modsat sig, at blive associeret med en "-isme", da en af hans hovedpointer var at pege på problemerne internt i den vestlige metafysiske tradition kendetegnet ved bl.a. dets skoledannelser; realisme, idealisme, empirisme etc. Han undlod ikke ved gentagne lejligheder at gøre sine tilhængere opmærksom på nødvendigheden af selv at skabe nye former for filosofi, som ikke blot adlyder de centre, som er sat i filosofiens historie.
Et vigtigt begreb i Derridas tankesæt er kritikken af logocentrismen; en kritik som søger at udfordre ethvert centrum i en filosofi eller diskurs, for at fremme den bevægelighed og dynamik, som tanken kan opnå ved at frigøre sig fra disse.
Et andet begreb er différance, som Derrida bruger til at betegne den begivenhed, der finder sted, lige før en betydning tager sin form og dermed danner en forskel mellem sig selv og noget andet. Bemærk den detalje at différance skal staves med a, ikke med e, som i det franske ord "différence", der betyder forskel. Med a angiver ordet en verbalform og dermed en bevægelse, en uafsluttet og uafsluttelig begivenhed.
Siden Derrida i midten af 1960'erne udsendte sine første bøger, er det blevet diskuteret om man med dekonstruktionen som udgangspunkt kan tro på muligheden for fortolkning eller ej. Selv mente Derrida, at sandhed og utvetydighed er mulige, men at fortolkning er en skrift, en konstruktion, et sprog, og dermed også noget, der aldrig afsluttes. Diskussionen sand/falsk er dermed noget, der hører til i andre domæner end fortolkningen.
I sine sene år vendte Derrida sig til diskussioner af ur-udspringet (khora), dødens mulighed og menneskerettigheder – en vending, der dog ikke skal ses så meget som en tilbagetrækning fra dekonstruktionens kritiske side.
I 2001 modtog Jacques Derrida Adorno-prisen

### Primærlitteratur på fransk
- Introduction (et traduction) à L’origine de la géométrie de Edmund Husserl, Paris, PUF, 1962
- De la grammatologie, Paris, Les Éditions de Minuit, 1967. (ISBN 978-2-7073-0012-6)
- La Voix et le Phénomène, Paris, Presses universitaires de France, 1967. (ISBN 978-2-13-053958-2)
- L'Écriture et la différence, Paris, Seuil, 1967.  (ISBN 978-2-02-005182-8)
- Marges – de la philosophie, Paris, Les Éditions de Minuit, 1972. (ISBN 978-2-7073-0053-9)
- Positions, Paris, Les Éditions de Minuit, 1972.  (ISBN 978-2-7073-0251-9)
- La dissémination, Paris, Seuil, 1972.  (ISBN 978-2-02-001958-3)
- Éperons. Les styles de Nietzsche, Paris, Champs Flammarion, 1972.
- L'archéologie du frivole, Paris, Galilée, 1973.
- Glas, Paris, Galilée, coll. « Digraphe », 1974.  (ISBN 978-2-7186-0015-4)
- La Vérité en peinture, Paris, Champs Flammarion, 1978.
- La carte postale. De Socrate à Freud et au-delà, Paris, Flammarion, 1980.
- D'un ton apocalyptique adopté naguère en philosophie, Paris, Galilée, 1983.
- Otobiographies. L'enseignement de Nietzsche et la politique du nom propre, Paris, Galilée, 1984.
- Schibboleth : pour Paul Celan, Paris, Galilée, 1986.  (ISBN 978-2-7186-0296-7)
- Parages, Paris, Galilée, 1986 ; nouvelle édition, augmentée, 2003.
- Ulysse gramophone, Paris, Galilée, 1987.
- Psyché Inventions de l'autre, Paris, Galilée 1987.
- Mémoires – Pour Paul de Man, Paris, Galilée, 1988.
- Signéponge, Paris, Seuil, 1988.
- Limited Inc., Paris, Galilée, 1990.
- Heidegger et la question, Paris, Flammarion, 1990.  (ISBN 978-2-08-081235-3).
- De l'esprit, Paris, Galilée, 1990.  (ISBN 978-2-7186-0323-0)
- Mémoires d'aveugle. L'autoportrait et autres ruines, Paris, Réunion des Musées Nationaux, 1990.
- Du droit à la philosophie, Paris, Galilée, 1990.  (ISBN 978-2-7186-0382-7)
- Le Problème de la genèse dans la philosophie de Husserl, Paris, PUF, coll. « Épiméthée », 1990. Rééd. 2010.
- Donner le temps. 1. La fausse monnaie, Paris, Galilée, 1991.
- Donner la mort, Paris, Galilée, 1992.  (ISBN 978-2-7186-0514-2)
- Points de suspension, Entretiens, Paris, Galilée, 1992.
- Passions, Paris, Galilée, 1993.  (ISBN 978-2-7186-0421-3)
- Khôra, Paris, Galilée, 1993.
- Sauf le nom, Paris, Galilée, 1993.
- Prégnances (sur Colette Deblé), Brandes, 1993 ; rééd. l'Atelier des Brisants, 2004
- Spectres de Marx, Paris, Galilée, 1993.  (ISBN 978-2-7186-0429-9).
- Force de loi, Paris, Galilée, 1994.
- Politiques de l'amitié, Paris, Galilée, 1994.  (ISBN 978-2-7186-0438-1)
- Pour le peuple africain (préface de Nelson Mandela), portfolio d'estampes de Henri Cueco, Daniel Clarke, Hervé Di Rosa, Gérard Gosselin, André Fougeron, Jean Messagier, Ernest Pignon-Ernest, Bernard Rancillac, Antonio Saura, Antonio Segui et Vladimir Veličković, 225 exemplaires numérotés, éditions de l'Association nationale contre l'apartheid, Paris, 1994.
- Moscou aller-retour, Paris, La Tour-d'Aigues, Éditions de l'Aube, 1995.
- Mal d'archive, Paris, Galilée, 1995.
- Apories, Paris, Galilée, 1996.  (ISBN 978-2-7186-0461-9)
- Résistances – de la psychanalyse, Paris, Galilée, 1996. (ISBN 978-2-7186-0469-5)
- Le monolinguisme de l'autre, Paris, Galilée, 1996.
- Échographies – de la télévision, Paris, Galilée, 1996.
- Adieu à Emmanuel Levinas, Paris, Galilée, 1997.  (ISBN 978-2-7186-0485-5).
- Cosmopolites de tous les pays, encore un effort, Paris, Galilée, 1997. (ISBN 978-2-7186-0484-8)
- Le droit à la philosophie du point de vue cosmopolitique, Paris, Unesco/Verdier, 1997.
- Marx en jeu (avec Marc Guillaume), Paris, Descartes & Cie, 1997. (ISBN 978-2-910301-84-2)
- De l'hospitalité (avec Anne Dufourmantelle), Paris, Calmann-Lévy, 1997. (ISBN 978-2-7021-2795-7)
- Demeure, Maurice Blanchot, Paris, Galilée, 1998.  (ISBN 978-2-7186-0497-8).
- Voiles (avec Hélène Cixous), Paris, Galilée, 1998.  (ISBN 978-2-7186-0504-3)
- Le toucher, Jean-Luc Nancy, Paris, Galilée, 1998.
- Feu la cendre, Paris, Éditions des femmes, 1999.  (ISBN 978-2-7210-0480-2)
- Sur parole, La Tour-d'Aigues, Éditions de l'Aube, 1999, transcriptions de plusieurs entretiens donnés sur France Culture.
- États d'âme de la psychanalyse, Paris, Galilée, 2000.
- Tourner les mots. Au bord d'un film, Paris, Galilée/ Arte 2001.
- Foi et Savoir, suivi de Le Siècle et le Pardon, Paris, Seuil, coll. « Points Essais », 2001.
- Papier machine, Paris, Galilée, 2001.
- L'université sans condition, Paris, Galilée, 2001.
- Le siècle et le pardon, entretien avec Michel Wieviorka, Paris, Seuil, 2001 (ISBN 978-2-02-047986-8).
- Au-delà des apparences, conversations avec Antoine Spire, Éd. Le Bord de l'eau, 2002
- Artaud le Moma, Paris, Galilée, 2002.
- Fichus, Paris, Galilée, 2002.
- H.C. pour la vie, c'est-à-dire..., Paris, Galilée, 2002.
- Marx & Sons, Paris, PUF/Galilée, 2002.
- Chaque fois unique, la fin du monde, Paris, Galilée, 2003.
- De quoi demain..., dialogue entre Jacques Derrida et Élisabeth Roudinesco, Paris, Galilée, 2003.
- Voyous, Paris, Galilée, 2003.
- Béliers, Paris, Galilée, 2003.
- Genèses, généalogies, genres et le génie, Paris, Galilée, 2003.
- Le « Concept » du 11 septembre. Dialogues à New York avec Jürgen Habermas, Paris, Galilée, 2004.
- Apprendre à vivre enfin. Entretiens avec Jean Birnbaum, Paris, Galilée / Le Monde, 2005 (posthume).
- L'Animal que donc je suis, Paris, Galilée, 2006.
- Séminaire : La bête et le souverain, vol. 1 : 2001-2002, Paris, Galilée, 2008.
- Demeure, Athènes, Paris, Galilée, 2009.
- Séminaire : La bête et le souverain, vol. 2 : 2002-2003, Paris, Galilée, 2010.
- Politique et amitié, Paris, Galilée, 2011.
- Les yeux de la langue. L'abîme et le volcan, Paris, Galilée, 2012.
- Histoire du mensonge. Prolégomènes, Paris, Galilée, 2012.
- Pardonner : L'impardonnable et l'imprescriptible, Paris, Galilée, 2012.
- Séminaire : La peine de mort, vol. 1 (1999-2000), Paris, Galilée 2012.
- A dessein, le dessin – Suivi de « Derrida à l’improviste » par Ginette Michaud, Franciscopolis, 2013.  (ISBN 978-2-9544208-0-6)
- Heidegger : la question de l'Être et l'Histoire (Cours de l'ENS-Ulm 1964-1965), Paris, Galilée, 2013.
- (textes réunis et établis par Ginette Michaud, Joana Masó et Javier Bassas), Paris, Éditions de la Différence, coll. « Essais », 2013, 368 p. (ISBN 978-2-7291-2053-5, présentation en ligne [archive])
- Trace et archive, image et art, suivi de Pour Jacques Derrida par Daniel Bougnoux et Bernard Stiegler, avant-propos de François Soulages, Bry-sur-Marne, Institut National de l'Audiovisuel, coll. « Collège iconique », 2014.
- La conférence de Heidelberg (1988) - Heidegger : portée philosophique et politique de sa pensée avec Hans-Georg Gadamer, Philippe Lacoue-Labarthe, textes réunis, présentés et annotés par Mireille Calle-Gruber, Note de Jean-Luc Nancy, Paris, Lignes-Imec, 2014.
- Le dernier des Juifs (avec une préface de Jean-Luc Nancy), Paris, Galilée, 2014.
- (textes réunis et établis par Ginette Michaud et Joana Masó), Paris, Éditions de la Différence, coll. « Essais », 2015, 400 p. (ISBN 978-2-7291-2162-4, présentation en ligne [archive])
- Pourquoi la guerre aujourd'hui? (avec Jean Baudrillard et René Major), Paris, Nouvelles Editions Lignes/ IMEC, 2015 (contient sur DVD la captation de la rencontre).
- Séminaire : La peine de mort, vol. 2 (2000-2001), Paris, Galilée, 2015.
- La Solidarité des vivants et le pardon: Conférence et entretiens, précédés de "derrida au Brésil" par Evendo Nascimento, Paris, Hermann, 2016.
- Judaïsme, question ouverte: conversation avec Jacques Derrida (avec Michel Ben-Naftali, Lieven de Cauter et Elisabeth Weber), Paris, Balland, 2016.
- Surtout, pas de journalistes !, Paris, Galilée, 2016.
- Théorie et pratique : Cours de l'ENS-Ulm 1975-1976, Paris, Galilée, 2017.
- Le parjure peut-être : ("Brusques sautes de syntaxe"), Paris, Galilée, 2017.
- Le goût du secret (entretiens avec Maurizio Ferraris), Paris, Hermann, 2018.
- Geschlecht III. Sexe, race, nation, humanité, Paris, Seuil, coll. « Bibliothèque Derrida », 2018.
- La Vie la mort. Séminaire (1975-1976), édition établie par Pascale-Anne Brault et Peggy Kamuf, Paris, Seuil, coll. « Bibliothèque Derrida », 2019.
- Le parjure et le pardon. Volume I. Séminaire (1997-1998), édition établie par Ginette Michaud et Nicholas Cotton, Paris, Seuil, coll. « Bibliothèque Derrida », 2019.
- Le parjure et le pardon. Volume II. Séminaire (1998-1999), édition établie par Ginette Michaud, Nicholas Cotton et Rodrigo Therezo, Paris, Seuil, coll. « Bibliothèque Derrida », 2020.
- Donner le temps II. Paris, Seuil, coll. « Bibliothèque Derrida », 2021.
- Le calcul des langues, édition établie par Geoffrey Bennington et Katie Chenoweth, Paris, Seuil, coll. « Bibliothèque Derrida », 2021.
- Hospitalité. Volume I. Séminaire (1995-1996), édition établie par Pascal-Anne Brault et Peggy Kamuf, Paris, Seuil, coll. « Bibliothèque Derrida », 2021.
- Penser, c'est dire non, édition établie par Gérard Brieuc, Paris, Seuil, coll. « Bibliothèque Derrida », 2022.

### Primærlitteratur på dansk
- Derrida, Jacques (1970): "Grammatologi". Arena. Oversættelse og forord ved Lars Bonnevie og Per Aage Brandt.
- Derrida, Jacques (1976): “Sprog, materialitet, bevidsthed : to essays om metafysikens lukning”. Vinten
- "Brev til en japansk ven" (1986): Struktur og rationalitet (Semiotik nr 12), red. Per Aage Brandt, København Basilisk
- "Struktur, tegn og spil i humanvidenskabernes diskurs" (1986): Struktur og rationalitet (Semiotik nr 12), red. Per Aage Brandt, København Basilisk
- Derrida, Jacques (2018): "Stemmen og fænomenet". HRF
- Derrida, Jacques (2020): "Differance". HRF. Oversætter Søren Gosvig Olesen
- Derrida, Jacques (2023): Arkivfeber - et freudiansk indtryk. Oversat af Frederik-Emil Friis Jakobsen. Efterord af Torsten Andreasen. Aleatorik.

### Sekundærlitteratur
- Geoffrey Bennington, Jacques Derrida, Paris, Seuil, 1991.
- Benoit Peeters. Derrida: A biography. John Wiley & Sons, 2013.
- John Sallis, ed. Deconstruction and philosophy: The texts of Jacques Derrida. University of Chicago Press, 1987.
- Keling Wei, Écrire vers l’Algérie : Camus, Cixous, Derrida , Études françaises, vol. 52, no 1, 2016, p. 147-163
- Pierre-Yves Ruff, Derrida, l'écriture et la place de l'autre, Paris, Théolib, 2011